# NIC-49A
La NIC-49A o NIC-49A1 y NIC-49A2 es una importante carretera nacional clasificada como colectora secundaria en Nicaragua. Esta vía comienza en el Oeste, conectándose con la NIC-24Ba la altura de Nueva Jerusalén y culmina en el Este en la NIC-1 en Estelí, departamento de Estelí.

## Extensión
Con una extensión de 50,29 millas (80,9 km), la NIC-49A juega un rol clave en la conectividad y transporte de la región.